# Elongation (astronomi)
Inom astronomin är en planets elongation dess skenbara vinkelavstånd till solen, sett från jorden.
När en undre planet (en planet vars bana ligger innanför jordbanan) syns bäst på kvällen efter solnedgången är den nära sin största östliga elongation, och när den syns bäst på morgonen före soluppgången är den nära sin största västliga elongation. Den största elongationen (västlig eller östlig) är för Merkurius mellan 18° och 28°, och för Venus mellan 45° och 47°. Detta värde varierar huvudsakligen därför att planetbanorna är ellipser och inte cirklar. Merkurius bana avviker betydligt mer från cirkelformen än Venus bana, därför är variationen i Merkurius största elongation större.
De övre planeterna (de vars banor ligger utanför jordbanan) kan ha en elongation upp till 180°, då de står i opposition.
Elongation kan även vara det skenbara vinkelavståndet mellan en planetmåne och dess moderplanet, även här sett från jorden.